# Feminizam
Feminizam je naziv za skupinu političkih pokreta kojima je cilj društvena, socijalna, politička i ekonomska ravnopravnost spolova, odnosno izjednačavanje prava žena s pravima muškaraca.

## Povijest
Iako početak feminističkog pokreta smještamo u 19. stoljeće, možemo reći da je ženska povijest ujetno i povijest otpora patrijarhatu, budući da u svim društvenim epohama nalazimo fragmente borbe za ostvarenjem određenih prava i uspostavom ravnopravnosti.
Feminizam kao pokret nastaje u zapadnim zemljama XIX. stoljeća kao jedna od posljedica industrijske revolucije. Razvoj strojeva je umanjio potrebu za ljudskom radnom snagom, postupno uklanjajući jednu od prednosti koju su muškarci imali nad ženama što je ženama omogućilo da postanu sve značajniji dio radne snage, pogotovo za vrijeme Prvog svjetskog rata kada su zamjenjivale muškarce na frontu.
Feministički pokret ispočetka se ispoljavao u dva oblika - kao pokret za ravnopravnost u plaćama, odnosno kao pokret za davanje prava glasa ženama. Ovo potonje je s vremenom postignuto u većini zapadnih zemalja nakon Prvog svjetskog rata, a kasnije i u ostatku svijeta.
Kako je politička, a i ekonomska ravnopravnost žena postignuta u institucionalnom smislu, tako se i feminizam postupno razvio u novi oblik tzv. radikalnog feminizma kojem je cilj bio promijeniti tradicionalnu ulogu žene u društvu kroz napade na brak i materinstvo kao tradicionalne institucije, odnosno na muškarce koji su po prirodi represivni prema ženama. Iako je relativno malen broj žena prihvatio taj ekstremni stav, danas se feminizam najčešće povezuje s njim.
Feminizam se u posljednje vrijeme javlja i kao svojevrsna obrambena reakcija na porast neo-konzervativizma i vjerskog fundamentalizma, kojima je cilj vratiti tradicionalne institucije kao i tradicionalni položaj žene u društvu.
Feminizam se razvijao u valovima:
- Prvi val feminizma - traje kroz 19.st. i označava borbu žena za pravo glasa. Te feministkinje su poznate kao sufražetkinje.
- Drugi val feminizma - javlja se 60-ih godina prošlog stoljeća i traje do 80-ih godina. Označava klasične postavke i fokuse feminizama; organizaciju masovnog pokreta, spolnu ravnopravnost, antiimperijalizam, promjenu zakonodavstva, ženske i feminističke časopise, edukaciju žena, problematiku muškog nasilja i slično.
- Treći val feminizma - započinje krajem 80-ih godina prošlog stoljeća i razvija se i danas; pokušava negirati spol i nadilaziti spolne razlike te je stoga blizak drugim teorijama: queer teoriji, post-kolonijalnoj teoriji, transnacionalizmu, ekofeminizmu, trans-feminizmu te ostalim novim feminističkim teorijama i novim društvenim problematikama s kojima se žene susreću.

## Tri glavne tendencije u feminizmu 70-ih godina XX. st.
- radikalni feminizam - radikalne feministkinje ističu važnost akcije i prosvjeda kao način i metodu osvajanja ženskog prostora i izgradnju ženske kulture. Drugi fokusi jesu muško nasilje nad ženama, silovanje, žensko ropstvo i pornografija. Kao glavni krivac za spolnu neravnopravnost radikalne feministkinje krive patrijarhat, kao cjelokupan sustav muške vlasti nad ženama; od muških vladara, muške vojske, muške industrije, muške religije, muške znanosti i muške kulture.
- socijalistički feminizam - za razliku od radikalnih feministkinja koje ističu važnost prosvjeda, akcije i aktivnog sukobljavanja s patrijarhatom i njegovim posljedicama, socijalističke feministkinje naglašavaju nužnost zajedničkih akcija s drugim potlačenim skupinama i klasama - anti-imperijalističkim pokretom, radničkim organizacijama, lijevim političkim strankama te, u novije vrijeme, antiglobalizmu/alterglobalizmu, LGBTIQ pokretu, sindikalnim grupama. Glavna metoda za rješenje ženskog pitanja za socijalističke feministkinje jest dijalog. U muške institucije treba dijalogom raspraviti o značenju i važnosti feminističke borbe, spolnog tlačenja,i spolne ravnopravnosti. Glavni izvor spolne neravnopravnosti, po socijalističkim feministkinjama nije patrijarhat, već klasno izrabljivanje iz kojeg tek nastaje patrijarhat. Pravo na spolno oslobođenje nije moguće sve dok su moć i bogatstvo u rukama nekolicine malobrojnih i ekonomski samostalnih muškaraca.
- liberalni feminizam - podržavaju one feministkinje koje vjeruju u postojeći društveni sustav kojeg treba popraviti, a ne rušiti. Zakonodavstvo je, smatraju, jedina metoda kojom će se uvesti spolna ravnopravnost, a najvažniji zadatak jest potaknuti žene na obrazovanje i političko participiranje.

Dakako, svi ovi gornji feminizmi u praksi se miješaju i upravo ima najmanje pobornica (i pobornika) samo jednog feminizma.

## Fokusi današnjeg feminizma
Krajem 1970-ih godina fokus pažnje feminista/kinja se preusmjerava s pitanja "obične" jednakopravnosti prema nizu pitanja važnih za život žena u društvu, među kojima se ističu:
- Nasilje nad ženama
- Jednaka građanska i politička prava muškaraca i žena
- Besplatna i sigurna kontracepcija te pravo na pobačaj
- Pravo na slobodu i život žena bez muškaraca te lezbijsko materinstvo
- Silovanje u braku
- Jednake plaće muškaraca i žena te jednake mogućnosti na radnom mjestu
- Reproduktivna prava i kontrola rađanja
- Nasilje u obitelji
- Seksualna eksploatacija
- Trafficking - trgovanje ženama u svrhu seksualnog iskorištavanja
- Ženska solidarnost
- Prava LGBTIQ osoba, kao i lezbijki, te žena iz drugih marginaliziranih skupina, etničkih skupina, itd.
- Teza "privatno je političko" - ne postoji privatno pitanje ako se radi o diskriminaciji i nasilju, jer oni su sami političko pitanje i zahtijevaju društvenu ili državnu intervenciju

## "Ženski", "Rodni", "Rodni i LGBT", "Feministički" studiji
Mnoga sveučilišta u svijetu danas nude i ženske studije (često pod nazivom "rodni studiji", eng. "Gender Studies") u kojima se istražuju najnovija kretanja u feminističkoj teoriji. U Hrvatskoj ženski studiji nisu institucionalizirani i djeluju kao nevladina udruga - 'Centar za ženske studije'. Na različitim sveučilištima, djeluju ovakvi studijski programi pod nazivima poput "ženske studije, "feminističke i spolne studije", "spolne studije" i slično.
Težište izučavanja i borbe za jednakost se u znanstvenoj i društvenoj djelatnosti ovih feminista i feministkinja preusmjerava sa "spolne jednakosti" na pitanje "rodne jednakosti". Pri tome, "rod" je u praksi naprosto izraz seksualne orijentacije: "rod" jedne osobe se zove onako kako se zove i njena seksualna orijentacija, jedino što "rodna teorija" u okviru pojma "rod" stavlja više naglasak na socijalne i pravne aspekte života dotične osobe.
Kritičari teorija koje na početku 21. stoljeća promovira aktualni naraštaj feminističkih znanstvenica i znanstvenika okupljenih na sveučilištima prozivaju te teorije "rodna ideologija" i posebno ukazuju na presudni utjecaj lezbijskog feminizma (to nije pežorativni izraz, protagonistice ga koriste vrlo ponosito) na feminizam trećeg vala.

## Unutarfeminističke kritike "feminizmu trećeg vala" ("gender feminizma")
Već 1994. godine Christina Hoff Sommers, američka feministkinja i (tada) profesofica filozofije na Clark University, izdaje knjigu "Who Stole Feminism? How Women Have Betrayed Women" u kojoj iznosi mišljenje da "gender femistkinje" (njena kovanica) koje u to vrijeme formiraju gore već spomenuti "treći val" feminizma upropaštavaju postignuća naraštaja feministkinja koje su se borile za jednakost spolova te koje i nadalje žele tako činiti (tu ona ubraja i sebe). C. H. Sommers smatra da je kontraproduktivno uvjeravati svijet i žene same da nisu sposobne biti slobodne osobe ako ne prestanu biti žene. Ona tvrdi da su (već početkom 1990.- ih godina) te "gender feministkinje" predanim radom uspjele u SAD uzeti u ruke ključeve bilo kakvih financiranja zalaganja za ženska prava, kako iz državnih, tako iz privatnih izvora; te opisuje kako postaje nemogućim napredovati u sveučilišnom svijetu bez podrške feministkinja koje su pobornice te nove ideologije. C. H. Sommers se do danas zauzima za "klasični equity feminizam", gdje se traži jednakost i pravičnost za žene, te tvrdi kako se pokazuje da "što su stvari bolje za žene, to su profesorice sa ženskih studija srditije ... Doista ne mislim da trebamo jednu alternativnu viziju. Mislim da već imamo dobru viziju, koju zovem 'equity feminizam'. To je klasični feminizam koji nam je donio pravo glasa, koji nam je donio pravičnost (engl. 'equity') u obrazovanju, koji nam nastavlja donositi jednakost šansi. To je feminizam u koji ja vjerujem. Tome nije trebalo davati neki filozofski izraz jer su to već sasvim lijepo bile učinile Mary Wollstonecraft, Elizabeth Cady Stanton i Susan B. Anthony. To je baština žena u ovoj zemlji. Stoga nisam imala potrebu da piše novu filozofiju feminizma ... Ono što sam morala učiniti je bilo da razotkrijem tu posebnu školu feminizma koju ja zovem gender feminizam".
C. A. Sommers se ovom knjigom uvrstila u novu kategoriju tzv. "disidentskih feministkinja", u čemu joj se pridružio jedan manji broj znanstvenica koje su ujedno angažirane feministkinje
U Hrvatskoj "disidentske feministkinje" ne istupaju javno protiv glavne struje današnjeg feminizma, ali se one feministkinje koje glavnoj struji pripadaju žale, kako je današnja varijanta feminizma društveno izrazito neprihvaćena. Tako Svjetlana Knežević, koordinatorica inicijative "Za rad spremne" iznosi u kolovozu 2014. god. za časopis "Globus" svoju ocjenu da "Većina ljudi o feminizmu uči iz patrijarhalnih masovnih medija i kao rezultat toga većina ljudi ostaje zbunjena po pitanju rodne ravnopravnosti"
Među katoličkim intelektualkama postoji tendencija da se - osloncem na teološka promišljanja pape sv. Ivana Pavla II. - prezentira feministička misao i praksa zalaganja za prava žena koja bi bila sukladna katoličkoj vjeri: neki autori primjenjuju za takve napore naziv "novi feminizam", ili "novi katolički feminizam".
U SAD postoji stanovita sklonost među pripadnicama republikanske partije da svoje efektivno zalaganje za ženska prava nazovu feminizmom - što zahtijeva puno objašnjavanja, s obzirom na to da je aktualni "feminizam trećeg vala" izrazito nesklon - i zacijelo posve nekompatibilan - bilo kakvim desnim politikama.

## Feminizam i pop kultura
U današnjoj pop kulturi prisutni su odjeci feminističkih poruka - od filmova i knjiga pa sve do pjesama u kojima su se brojne pjevačice izjasnile kao feministkinje kao što su npr. Lorde, Miley Cyrus i Beyonce. 2014. na dodjeli MTV Video Music Awards, koja spada u najgledanije dodjele na svijetu, Beyonce je u živo izvela dio svoje pjesme Flawless sa snažnom porukom što su neki mediji proglasili najsnažnijim feminističkim trenutkom pop kulture u povijesti. Dio koji je izvela zapravo je dio govora nigerijske spisateljice i feministkinje Chimamande Ngozi Adichie.  Na hrvatskom, izvadak iz govora znači sljedeće:
''Učimo djevojke da se snužde, da se smanje. Govorimo djevojkama: ''Možete imati ambicije, ali ne previše, trebate ciljati da budete uspješne, ali ne preuspješne, inače ugrožavate muškarce.'' Zato što sam žensko, očekuje se da težim braku, očekuje se da radim životne izbore uvijek držeći na umu da je brak najvažniji. Brak može biti izvor zadovoljstva i ljubavi i međusobne podrške, ali zašto to isto ne učimo dječake? Odgajamo djevojke da vide jedna drugu kao konkurenciju - ne za poslove ili za dostignuća, već za pažnju muškaraca. Učimo djevojke da ne mogu biti seksualna bića na način na koji su to dečki. Feminist/kinja - osoba koja vjeruje u socijalnu, političku i ekonomsku jednakost spolova.''
Brand ženskih higijenskih proizvoda "Always" je 2014. u lipnju pokrenuo kampanju #LikeAGirl videom na YouTube koji je do rujna pogledan preko 40 milijuna puta. U videu je prikazano kako tinejdžeri, uključujući i djevojke, zbog društva percipiraju usporedbu ''kao cura'' uvredom gdje fraze poput "trčati kao cura", "boriti se kao cura", "bacati loptu kao cura", doživljavaju kao da to znači činiti navedene stvari loše i nespretno, a ne trčati, boriti se ili bacati loptu najbolje što možeš. Cilj kampanje je podignuti svijest o lošim posljedicama takvog korištenja ''kao cura'' po samopouzdanje djevojaka u adolescentnoj dobi. Mnogi su na video reagirali vrlo pozitivno, posebice sportašice, dok su ga neki opisali kao marketinški trik.

## Poznatiji europski pokreti
- FEMEN (Ukrajina)
- Feminizam u Norveškoj